# Coppa del Mondo di sci di fondo 2015
La Coppa del Mondo di sci di fondo 2015 è stata la trentaquattresima edizione della manifestazione organizzata dalla Federazione Internazionale Sci; è iniziata il 29 novembre 2014 a Kuusamo, in Finlandia, e si è conclusa il 15 marzo 2015 a Oslo, in Norvegia, con un'interruzione a febbraio per consentire lo svolgimento dei Campionati mondiali di sci nordico 2015, non validi ai fini della Coppa del Mondo.
Sia in campo maschile sia femminile sono state disputate 18 gare individuali (8 di distanza, 8 sprint, 2 competizioni intermedie a tappe) e 1 sprint a squadre, in 13 diverse località.
Tra gli uomini lo svizzero Dario Cologna si è aggiudicato sia la coppa di cristallo, il trofeo assegnato al vincitore della classifica generale, sia la Coppa di distanza; il norvegese Finn Hågen Krogh ha vinto la Coppa di sprint. Il norvegese Martin Johnsrud Sundby era il detentore uscente della Coppa generale.
Tra le donne la norvegese Marit Bjørgen si è aggiudicata sia la coppa di cristallo, sia le Coppa di distanza e di sprint. La sua connazionale Therese Johaug era la detentrice uscente della Coppa generale.

## Uomini

### Risultati
| Data                            | Località                                      | Nazione                  | Spec.          | Primo                                     | Secondo                                     | Terzo                                      |
| ------------------------------- | --------------------------------------------- | ------------------------ | -------------- | ----------------------------------------- | ------------------------------------------- | ------------------------------------------ |
| 29 novembre 2014                | Kuusamo                                       | Finlandia                | SP TC          | Eirik Brandsdal                           | Petter Northug                              | Sondre Turvoll Fossli                      |
| 30 novembre 2014                | Kuusamo                                       | Finlandia                | 15 km TC       | Iivo Niskanen                             | Martin Johnsrud Sundby                      | Sami Jauhojärvi                            |
| 5 dicembre 2014 7 dicembre 2014 | Lillehammer                                   | Norvegia                 | Nordic Opening | Martin Johnsrud Sundby                    | Finn Hågen Krogh                            | Sjur Røthe                                 |
| 13 dicembre 2014                | Davos                                         | Svizzera                 | 15 km TC       | Didrik Tønseth                            | Dario Cologna                               | Sjur Røthe                                 |
| 14 dicembre 2014                | Davos                                         | Svizzera                 | SP TL          | Finn Hågen Krogh                          | Anders Gløersen                             | Eirik Brandsdal                            |
| 20 dicembre 2014                | Davos                                         | Svizzera                 | 15 km TL       | Anders Gløersen                           | Petter Northug                              | Chris Andre Jespersen                      |
| 21 dicembre 2014                | Davos                                         | Svizzera                 | SP TL          | Federico Pellegrino                       | Aleksej Petuchov                            | Finn Hågen Krogh                           |
| 3 gennaio 2015 11 gennaio 2015  | Oberstdorf Val Müstair Dobbiaco Val di Fiemme | Germania Svizzera Italia | Tour de Ski    | Petter Northug                            | Evgenij Belov                               | Calle Halfvarsson                          |
| 17 gennaio 2015                 | Otepää                                        | Estonia                  | SP TC          | Tomas Northug                             | Ola Vigen Hattestad                         | Toni Ketelä                                |
| 18 gennaio 2015                 | Otepää                                        | Estonia                  | TS TL          | Russia I Aleksej Petuchov Sergej Ustjugov | Norvegia I Anders Gløersen Finn Hågen Krogh | Italia Dietmar Nöckler Federico Pellegrino |
| 23 gennaio 2015                 | Rybinsk                                       | Russia                   | 15 km TL       | Dario Cologna                             | Evgenij Belov                               | Sergej Ustjugov                            |
| 24 gennaio 2015                 | Rybinsk                                       | Russia                   | SP TL          | Federico Pellegrino                       | Sergej Ustjugov                             | Andrej Parfenov                            |
| 25 gennaio 2015                 | Rybinsk                                       | Russia                   | 30 km ST       | Maksim Vylegžanin                         | Dario Cologna                               | Matti Heikkinen                            |
| 14 febbraio 2015                | Östersund                                     | Svezia                   | SP TC          | Finn Hågen Krogh                          | Alex Harvey                                 | Timo André Bakken                          |
| 15 febbraio 2015                | Östersund                                     | Svezia                   | 15 km TL       | Finn Hågen Krogh                          | Maurice Manificat                           | Marcus Hellner                             |
| 7 marzo 2015                    | Lahti                                         | Finlandia                | SP TL          | Eirik Brandsdal                           | Sindre Bjørnestad Skar                      | Richard Jouve                              |
| 8 marzo 2015                    | Lahti                                         | Finlandia                | 15 km TC       | Francesco De Fabiani                      | Aleksej Poltoranin                          | Sami Jauhojärvi                            |
| 11 marzo 2015                   | Drammen                                       | Norvegia                 | SP TC          | Eirik Brandsdal                           | Finn Hågen Krogh                            | Ola Vigen Hattestad                        |
| 14 marzo 2015                   | Oslo                                          | Norvegia                 | 50 km TL MS    | Sjur Røthe                                | Dario Cologna                               | Martin Johnsrud Sundby                     |

Legenda:

TC = tecnica classica

TL = tecnica libera

SP = sprint

TS = sprint a squadre

ST = skiathlon

MS = partenza in linea

#### Competizioni intermedie
| Nordic Opening 2015 |                   |                   |                   |                        |                    |                        |
| Data                | Località          | Nazione           | Spec.             | Primo                  | Secondo            | Terzo                  |
| 5 dicembre 2014     | Lillehammer       | Norvegia          | SP TL             | Pål Golberg            | Aleksej Petuchov   | Finn Hågen Krogh       |
| 6 dicembre 2014     | Lillehammer       | Norvegia          | 10 km TL          | Martin Johnsrud Sundby | Finn Hågen Krogh   | Sjur Røthe             |
| 7 dicembre 2014     | Lillehammer       | Norvegia          | 15 km TC PU       | Didrik Tønseth         | Aleksej Poltoranin | Martin Johnsrud Sundby |
| Classifica finale   | Classifica finale | Classifica finale | Classifica finale | Martin Johnsrud Sundby | Finn Hågen Krogh   | Sjur Røthe             |
|                     |                   |                   |                   |                        |                    |                        |
| Tour de Ski 2015    |                   |                   |                   |                        |                    |                        |
| Data                | Località          | Nazione           | Spec.             | Primo                  | Secondo            | Terzo                  |
| 3 gennaio 2015      | Oberstdorf        | Germania          | 4 km TL           | Dario Cologna          | Calle Halfvarsson  | Petter Northug         |
| 4 gennaio 2015      | Oberstdorf        | Germania          | 15 km TC PU       | Petter Northug         | Alex Harvey        | Calle Halfvarsson      |
| 6 gennaio 2015      | Val Müstair       | Svizzera          | SP TL             | Federico Pellegrino    | Petter Northug     | Martin Johnsrud Sundby |
| 7 gennaio 2015      | Dobbiaco          | Italia            | 10 km TC          | Aleksej Poltoranin     | Evgenij Belov      | Martin Johnsrud Sundby |
| 8 gennaio 2015      | Dobbiaco          | Italia            | 25 km TL PU       | Petter Northug         | Calle Halfvarsson  | Evgenij Belov          |
| 10 gennaio 2015     | Val di Fiemme     | Italia            | 15 km TC MS       | Tim Tscharnke          | Aleksej Poltoranin | Dario Cologna          |
| 11 gennaio 2015     | Val di Fiemme     | Italia            | 9 km TL PU        | Roland Clara           | Maurice Manificat  | Martin Johnsrud Sundby |
| Classifica finale   | Classifica finale | Classifica finale | Classifica finale | Petter Northug         | Evgenij Belov      | Calle Halfvarsson      |

Legenda:

TC = tecnica classica

TL = tecnica libera

SP = sprint

PU = inseguimento

MS = partenza in linea

### Classifiche

#### Generale
| Pos. | Nome                   | Nazione    | Punti |
| ---- | ---------------------- | ---------- | ----- |
| 1    | Dario Cologna          | Svizzera   | 1103  |
| 2    | Petter Northug         | Norvegia   | 1047  |
| 3    | Calle Halfvarsson      | Svezia     | 889   |
| 4    | Finn Hågen Krogh       | Norvegia   | 870   |
| 5    | Evgenij Belov          | Russia     | 868   |
| 6    | Martin Johnsrud Sundby | Norvegia   | 748   |
| 7    | Niklas Dyrhaug         | Norvegia   | 613   |
| 8    | Aleksej Poltoranin     | Kazakistan | 557   |
| 9    | Alex Harvey            | Canada     | 518   |
| 10   | Maksim Vylegžanin      | Russia     | 488   |

#### Distanza
| Pos. | Nome                   | Nazione  | Punti |
| ---- | ---------------------- | -------- | ----- |
| 1    | Dario Cologna          | Svizzera | 821   |
| 2    | Martin Johnsrud Sundby | Norvegia | 480   |
| 3    | Evgenij Belov          | Russia   | 456   |
| 4    | Calle Halfvarsson      | Svezia   | 403   |
| 5    | Petter Northug         | Norvegia | 401   |

#### Sprint
| Pos. | Nome                  | Nazione  | Punti |
| ---- | --------------------- | -------- | ----- |
| 1    | Finn Hågen Krogh      | Norvegia | 479   |
| 2    | Eirik Brandsdal       | Norvegia | 442   |
| 3    | Federico Pellegrino   | Italia   | 376   |
| 4    | Aleksej Petuchov      | Russia   | 298   |
| 5    | Sondre Turvoll Fossli | Norvegia | 267   |

## Donne

### Risultati
| Data                            | Località                                      | Nazione                  | Spec.          | Prima                                     | Seconda                                                    | Terza                                      |
| ------------------------------- | --------------------------------------------- | ------------------------ | -------------- | ----------------------------------------- | ---------------------------------------------------------- | ------------------------------------------ |
| 29 novembre 2014                | Kuusamo                                       | Finlandia                | SP TC          | Marit Bjørgen                             | Katja Višnar                                               | Maiken Caspersen Falla                     |
| 30 novembre 2014                | Kuusamo                                       | Finlandia                | 10 km TC       | Therese Johaug                            | Marit Bjørgen                                              | Charlotte Kalla                            |
| 5 dicembre 2014 7 dicembre 2014 | Lillehammer                                   | Norvegia                 | Nordic Opening | Marit Bjørgen                             | Therese Johaug                                             | Heidi Weng                                 |
| 13 dicembre 2014                | Davos                                         | Svizzera                 | 10 km TC       | Therese Johaug                            | Marit Bjørgen                                              | Kerttu Niskanen                            |
| 14 dicembre 2014                | Davos                                         | Svizzera                 | SP TL          | Ingvild Flugstad Østberg                  | Maiken Caspersen Falla                                     | Celine Brun-Lie                            |
| 20 dicembre 2014                | Davos                                         | Svizzera                 | 10 km TL       | Marit Bjørgen                             | Nicole Fessel                                              | Heidi Weng                                 |
| 21 dicembre 2014                | Davos                                         | Svizzera                 | SP TL          | Marit Bjørgen                             | Stina Nilsson                                              | Ingvild Flugstad Østberg                   |
| 3 gennaio 2015 11 gennaio 2015  | Oberstdorf Val Müstair Dobbiaco Val di Fiemme | Germania Svizzera Italia | Tour de Ski    | Marit Bjørgen                             | Therese Johaug                                             | Heidi Weng                                 |
| 17 gennaio 2015                 | Otepää                                        | Estonia                  | SP TC          | Ingvild Flugstad Østberg                  | Stina Nilsson                                              | Celine Brun-Lie                            |
| 18 gennaio 2015                 | Otepää                                        | Estonia                  | TS TL          | Svezia I Ida Ingemarsdotter Stina Nilsson | Norvegia I Maiken Caspersen Falla Ingvild Flugstad Østberg | Polonia Justyna Kowalczyk Sylwia Jaśkowiec |
| 23 gennaio 2015                 | Rybinsk                                       | Russia                   | 10 km TL       | Astrid Uhrenholdt Jacobsen                | Liz Stephen                                                | Stefanie Böhler                            |
| 24 gennaio 2015                 | Rybinsk                                       | Russia                   | SP TL          | Jennie Öberg                              | Natal'ja Matveeva                                          | Laurien van der Graaff                     |
| 25 gennaio 2015                 | Rybinsk                                       | Russia                   | 15 km ST       | Martine Ek Hagen                          | Riitta-Liisa Roponen                                       | Stefanie Böhler                            |
| 14 febbraio 2015                | Östersund                                     | Svezia                   | SP TC          | Marit Bjørgen                             | Maiken Caspersen Falla                                     | Stina Nilsson                              |
| 15 febbraio 2015                | Östersund                                     | Svezia                   | 10 km TL       | Charlotte Kalla                           | Marit Bjørgen                                              | Therese Johaug                             |
| 7 marzo 2015                    | Lahti                                         | Finlandia                | SP TL          | Marit Bjørgen                             | Ingvild Flugstad Østberg                                   | Kikkan Randall                             |
| 8 marzo 2015                    | Lahti                                         | Finlandia                | 10 km TC       | Marit Bjørgen                             | Heidi Weng                                                 | Charlotte Kalla                            |
| 11 marzo 2015                   | Drammen                                       | Norvegia                 | SP TC          | Maiken Caspersen Falla                    | Heidi Weng                                                 | Marit Bjørgen                              |
| 15 marzo 2015                   | Oslo                                          | Norvegia                 | 30 km TL MS    | Marit Bjørgen                             | Therese Johaug                                             | Astrid Uhrenholdt Jacobsen                 |

Legenda:

TC = tecnica classica

TL = tecnica libera

SP = sprint

TS = sprint a squadre

ST = skiathlon

MS = partenza in linea

#### Competizioni intermedie
| Nordic Opening 2015 |                   |                   |                   |                |                 |                          |
| Data                | Località          | Nazione           | Spec.             | Prima          | Seconda         | Terza                    |
| 5 dicembre 2014     | Lillehammer       | Norvegia          | SP TL             | Marit Bjørgen  | Celine Brun-Lie | Heidi Weng               |
| 6 dicembre 2014     | Lillehammer       | Norvegia          | 5 km TL           | Therese Johaug | Marit Bjørgen   | Heidi Weng               |
| 7 dicembre 2014     | Lillehammer       | Norvegia          | 10 km TC PU       | Therese Johaug | Heidi Weng      | Marit Bjørgen            |
| Classifica finale   | Classifica finale | Classifica finale | Classifica finale | Marit Bjørgen  | Therese Johaug  | Heidi Weng               |
|                     |                   |                   |                   |                |                 |                          |
| Tour de Ski 2015    |                   |                   |                   |                |                 |                          |
| Data                | Località          | Nazione           | Spec.             | Primo          | Secondo         | Terzo                    |
| 3 gennaio 2015      | Oberstdorf        | Germania          | 3 km TL           | Marit Bjørgen  | Heidi Weng      | Ragnhild Haga            |
| 4 gennaio 2015      | Oberstdorf        | Germania          | 10 km TC PU       | Marit Bjørgen  | Heidi Weng      | Therese Johaug           |
| 6 gennaio 2015      | Val Müstair       | Svizzera          | SP TL             | Marit Bjørgen  | Heidi Weng      | Ingvild Flugstad Østberg |
| 7 gennaio 2015      | Dobbiaco          | Italia            | 5 km TC           | Marit Bjørgen  | Therese Johaug  | Heidi Weng               |
| 8 gennaio 2015      | Dobbiaco          | Italia            | 15 km TL PU       | Marit Bjørgen  | Heidi Weng      | Therese Johaug           |
| 10 gennaio 2015     | Val di Fiemme     | Italia            | 10 km TC MS       | Therese Johaug | Marit Bjørgen   | Heidi Weng               |
| 11 gennaio 2015     | Val di Fiemme     | Italia            | 9 km TL PU        | Therese Johaug | Heidi Weng      | Marit Bjørgen            |
| Classifica finale   | Classifica finale | Classifica finale | Classifica finale | Marit Bjørgen  | Therese Johaug  | Heidi Weng               |

Legenda:

TC = tecnica classica

TL = tecnica libera

SP = sprint

PU = inseguimento

MS = partenza in linea

### Classifiche

#### Generale
| Pos. | Nome                     | Nazione     | Punti |
| ---- | ------------------------ | ----------- | ----- |
| 1    | Marit Bjørgen            | Norvegia    | 2172  |
| 2    | Therese Johaug           | Norvegia    | 1388  |
| 3    | Heidi Weng               | Norvegia    | 1332  |
| 4    | Ingvild Flugstad Østberg | Norvegia    | 894   |
| 5    | Ragnhild Haga            | Norvegia    | 750   |
| 6    | Maiken Caspersen Falla   | Norvegia    | 661   |
| 7    | Charlotte Kalla          | Svezia      | 620   |
| 8    | Nicole Fessel            | Germania    | 565   |
| 9    | Denise Herrmann          | Germania    | 548   |
| 10   | Liz Stephen              | Stati Uniti | 544   |

#### Distanza
| Pos. | Nome            | Nazione  | Punti |
| ---- | --------------- | -------- | ----- |
| 1    | Marit Bjørgen   | Norvegia | 962   |
| 2    | Therese Johaug  | Norvegia | 857   |
| 3    | Heidi Weng      | Norvegia | 692   |
| 4    | Charlotte Kalla | Svezia   | 426   |
| 5    | Ragnhild Haga   | Norvegia | 402   |

#### Sprint
| Pos. | Nome                     | Nazione  | Punti |
| ---- | ------------------------ | -------- | ----- |
| 1    | Marit Bjørgen            | Norvegia | 610   |
| 2    | Ingvild Flugstad Østberg | Norvegia | 560   |
| 3    | Maiken Caspersen Falla   | Norvegia | 512   |
| 4    | Stina Nilsson            | Svezia   | 345   |
| 5    | Heidi Weng               | Norvegia | 280   |